# Bereinigungssitzung
Als Bereinigungssitzung wird die abschließende Sitzung eines Haushaltsausschusses im Aufstellungsverfahren eines Haushaltsplanes für einen Öffentlichen Haushalt bezeichnet.
Nach Überweisung des Haushaltsplanentwurfs an den Ausschuss wird der Entwurf üblicherweise in mehreren Sitzungen detailliert und untergliedert nach Einzelplänen beraten. Die Schlussabstimmung erfolgt dann in der Bereinigungssitzung, in der in den vorhergehenden Sitzungen offen gebliebene Punkte und Anträge abschließend beraten und abgestimmt werden. Nach dieser Bereinigung wird der veränderte und beschlussreife Entwurf dann dem Parlament zur Beschlussfassung zugeleitet.
Bereinigungssitzungen dauern aufgrund der Vielzahl von Detailproblemen häufig deutlich länger als übliche Ausschusssitzungen und gehen zum Teil bis in die Nacht.
Beim Bundeshaushalt für die Bundesrepublik Deutschland erfolgt dann noch die zweite und dritte Lesung im Parlament.